# Goran Sankovič
Goran Sankovič (18. června 1979 Celje – 4. června 2022) byl slovinský fotbalový obránce. Na svém kontě má pět startů za slovinský reprezentační A-tým.

## Klubová kariéra
Nejvyšší soutěž hrál ve Slovinsku za Publikum Celje, v České republice za Slavii Praha a v Řecku za Panionios GSS. Ve Slavii zasáhl do 3 utkání v Poháru UEFA (2000/01: 1 / 0, 2001/02: 2 / 0) a vyhrál s ní domácí pohár (2001/02). Kariéru byl nucen ukončit kvůli vážnému zranění kolene a začal se věnovat organizaci letních a zimních příprav sportovních družstev.

## Reprezentační kariéra
Prošel slovinskými mládežnickými výběry, v reprezentačním A-mužstvu debutoval 14. listopadu 2001 v Bukurešti proti domácímu Rumunsku v rámci kvalifikace na Mistrovství světa 2002 (nerozhodně 1:1). Pro tento turnaj se dostal do slovinského kádru, nezasáhl však do žádného utkání. Naposled nastoupil 17. května 2002 v Lublani v přátelském utkání proti Ghaně (výhra 2:0).

## Ligová bilance
| Ročník                                | Zápasy | Góly | Minuty | Klub            |
| ------------------------------------- | ------ | ---- | ------ | --------------- |
| Prva slovenska nogometna liga 1996/97 | 13     | 1    | 627    | Publikum Celje  |
| Prva slovenska nogometna liga 1997/98 | 31     | 0    | 2 328  | Publikum Celje  |
| Prva slovenska nogometna liga 1998/99 | 28     | 0    | 2 310  | Publikum Celje  |
| Prva slovenska nogometna liga 1999/00 | 14     | 1    | 1 138  | Publikum Celje  |
| Prva slovenska nogometna liga 2000/01 | 13     | 0    | 969    | Publikum Celje  |
| I. liga 2000/01                       | 5      | 0    | 412    | Slavia Praha    |
| I. liga 2001/02                       | 16     | 0    | 1 148  | Slavia Praha    |
| Řecká Superliga 2003/04               | 1      | 0    | –      | Panionios Atény |
| CELKEM 1. LIGA                        | 121    | 2    | –      |                 |